# Wilhelm Karl von Urach

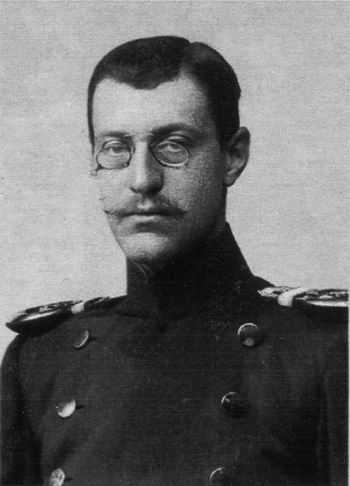
Wilhelm von Urach

Wilhelm (II.), Herzog von Urach, Graf von Württemberg (* 3. März 1864 in Monaco; † 24. März 1928 in Rapallo, Italien), ab 1869 Chef des Hauses Urach, einer württembergischen Nebenlinie, General der Kavallerie in der Württembergischen Armee, war mehrfach als Thronkandidat für verschiedene europäische Kronen im Gespräch, so 1910 für Monaco, 1913 für Albanien und während des Ersten Weltkrieges für Polen sowie für ein neu zu schaffendes Großherzogtum Elsass-Lothringen. Im Juli 1918 wurde er von der Taryba, dem litauischen Landesrat, zum König von Litauen gewählt – als solcher sollte er den Namen Mindaugas II. tragen. Er nahm die Krone jedoch nicht an, da die deutschen Behörden die Wahl nicht anerkannten. Bis November 1918 widerrief auch die Taryba die Wahl.

## Leben
Geboren als Wilhelm Karl Florestan Gero Crescentius, Graf von Württemberg, war er der älteste Sohn von Wilhelm (I.) Herzog von Urach, Graf von Württemberg, und dessen zweiter Frau, der Prinzessin Florestine von Monaco, Tochter Fürst Florestans von Monaco.
In Stuttgart und auf Schloss Lichtenstein aufgewachsen, machte er das Abitur am Karlsgymnasium in Stuttgart. Anschließend schlug er eine militärische Laufbahn ein. Bei Beginn des Ersten Weltkriegs war er Generalleutnant und Kommandeur der 26. Division. Am 5. Januar 1917 wurde Wilhelm Kommandierender General des Generalkommandos 64 und in dieser Stellung am 25. Februar 1917 zum General der Kavallerie befördert. Dieses Kommando behielt er bis Kriegsende.
Wilhelm wurde mehrfach als Anwärter für einen vakanten Thron in Betracht gezogen, so während eines Volksaufstands in Monaco 1910, als sein Cousin Albert I. zu stürzen drohte; doch stimmte dieser schließlich den Forderungen nach Einführung einer Verfassung und der Trennung von Staats- und Privatfinanzen zu und konnte sich auf dem Thron halten. 1913 wurde Wilhelm, neben anderen, für den Thron des neuen Fürstentums Albanien in Betracht gezogen. Weitere Bewerbungen folgten als Monarch eines möglichen Großherzogtums Elsaß-Lothringen und während des Ersten Weltkriegs als König von Polen. Als Chef einer Nebenlinie des Hauses Württemberg hegte er zudem vage Hoffnungen, nach dem Ableben des Königs Wilhelm II. dessen Nachfolge antreten zu können. Doch diese wurden zunichtegemacht, als der König den Herzog Albrecht aus der Nebenlinie Württemberg-Altshausen zum Thronfolger bestimmte.
Im Jahr 1918 hatte Herzog Wilhelm mit seinen Thronambitionen scheinbar doch noch Erfolg und wurde am 11. Juli 1918 vom Litauischen Landesrat, der Taryba, zum König von Litauen gewählt. Deutschland hatte das zu Russland gehörende Litauen 1915 besetzt, es unterstand seitdem der Militärverwaltung durch den Oberbefehlshaber Ost. Grundsätzlich bestand von deutscher Seite her die Absicht, Litauen zu einem zwar selbständigen, aber abhängigen Satellitenstaat zu machen. Die Initiative dazu kam vom Fraktionsvorsitzenden der Zentrumspartei im Deutschen Reichstag, Matthias Erzberger (1875–1921). Der deutschen Reichsregierung kam dieser Vorschlag jedoch ungelegen und sie reagierte hinhaltend, möglicherweise unter dem Einfluss der Obersten Heeresleitung. Letztlich erhielt Herzog Wilhelm nicht die immer wieder angekündigte Zustimmung zur Annahme der Königswahl. Als die neue Regierung von Max von Baden im Oktober 1918 schließlich Litauen die volle Selbstbestimmung zusagte, hatte sich die Lage so weit verändert, dass am 2. November 1918 die Taryba einstimmig beschloss, den früheren Beschluss zur Berufung Wilhelms zum König von Litauen nicht mehr auszuführen. Litauen gab sich stattdessen eine republikanische Verfassung.
Das Ereignis der Wahl Wilhelms zum König von Litauen verarbeitete der Schriftsteller Arnold Zweig in seinem 1937 erschienenen Roman Einsetzung eines Königs.
Zuletzt hatte er nochmals gute Aussichten auf die Thronfolge in Monaco, da sein Cousin Albert I. zwar einen Sohn Louis, dieser aber nur eine uneheliche Tochter mit einer Varietétänzerin hatte. Die monegassischen Verwandten durchkreuzten Wilhelms Ansprüche jedoch, indem Charlotte 1919 mit der Unterstützung Frankreichs legitimiert und zur Thronerbin erklärt wurde. Wilhelm bestritt zeitlebens die Legitimität ihrer Thronansprüche. Um die Nachfolgeansprüche des Herzogs von Urach wirkungslos zu machen, verzichtete die legitimierte Prinzessin bereits 1944, einige Jahre vor dem Tod ihres Vaters Louis II., zu Gunsten ihres Sohnes Rainier auf die Thronrechte, sodass dieser noch während der Regierungszeit seines Großvaters als Erbprinz installiert werden konnte. Nachdem Fürst Louis II. am 5. Mai 1949, kurz vor seinem Tod, seinem Enkel Rainier die Regierungsgeschäfte übertragen hatte, folgte ihm dieser wenige Tage darauf als Rainier III. in der Herrschaft über das Fürstentum nach.
Nach Ende des Krieges und seiner Pensionierung widmete sich Wilhelm II. Herzog von Urach wissenschaftlichen Tätigkeiten und wurde 1922 an der Universität Tübingen mit einer Dissertation über die Stadtgeographie von Reutlingen zum Dr. phil. promoviert.
Urach war Ritter des Malteserordens.
Er starb 1928 in Rapallo und wurde in der Schlosskirche in Ludwigsburg beigesetzt.

## Familie

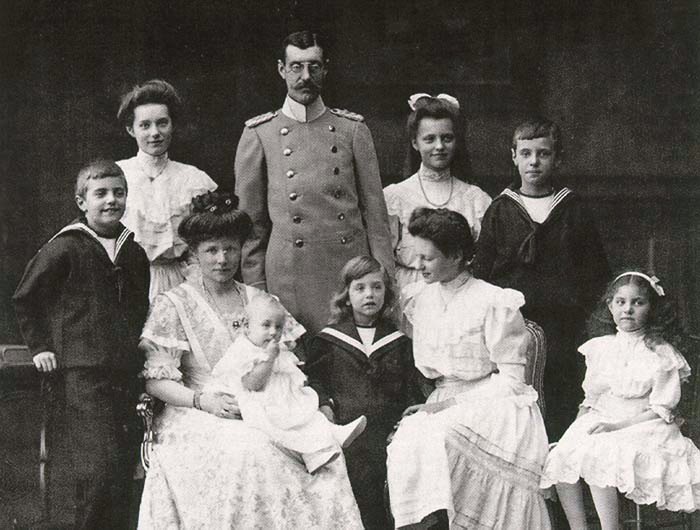
Wilhelm Herzog von Urach mit Familie um 1907, noch ohne die jüngste Tochter

In erster Ehe heiratete er am 4. Juli 1892 in Tegernsee Amalie Maria Herzogin in Bayern. Mit ihr hatte er neun Kinder:
- Marie Gabriele (1893–1908)
- Elisabeth (1894–1962), verheiratet mit Prinz Karl von Liechtenstein, einem Onkel Franz Josephs II. von Liechtenstein
- Karola (1896–1980)
- Wilhelm (1897–1957), verheiratet in morganatischer Ehe mit Elisabeth Theurer, daher Verzicht auf die Sukzession
- Karl Gero (1899–1981), Nachfolger als Chef des Hauses, verheiratet mit Gabriele Gräfin von Waldburg-Zeil-Trauchburg, einer Tochter von Fürst Georg von Waldburg-Zeil
- Margarethe (1901–1975)
- Albrecht (1903–1969), in erster Ehe verheiratet mit Rosemary Blackadder, in zweiter mit Ute Waldschmidt
- Eberhard (1907–1969), verheiratet mit Iniga Prinzessin von Thurn und Taxis
- Mechtild (1912–2001), verheiratet mit Friedrich Karl Prinz von Hohenlohe-Waldenburg-Schillingsfürst

Amalie starb 1912 im Kindbett. Am 26. November 1924 heiratete Wilhelm in zweiter Ehe Wiltrud Marie Alix Prinzessin von Bayern (1884–1975), Tochter Ludwigs III. von Bayern. Diese Ehe blieb kinderlos.

## Orden und Ehrenzeichen
- Goldene Jubiläumsmedaille[3]
- Ritterorden des Heiligen Hubertus[3]
- Goldene Prinzregent-Luitpold-Medaille[3]
- Großkreuz mit der Krone in Erz des Hausordens der Wendischen Krone[3]
- Schwarzer Adlerorden[3]
- Hausorden der Rautenkrone[3]
- Großkreuz des Ordens vom Weißen Falken[3]
- Großkreuz des Dannebrogordens[3]
- Großkreuz des Ordens des Heiligen Karl[3]
- Osmanje-Orden I. Klasse[3]
- Schwerter zum Großkreuz des Ordens der Württembergischen Krone am 5. Juli 1915[4]
- Schwerter zum Großkreuz des Roten Adlerordens mit Eichenlaub am 22. Oktober 1915[5]
- Österreichisches Militärverdienstkreuz II. Klasse mit Kriegsdekoration am 3. März 1916[6]
- Großkreuz des Albrechts-Ordens mit Schwertern am 4. Mai 1916[7]
- Schwerter und die Krone zum Großkreuz des Friedrichs-Ordens am 5. September 1916[8]
- Wilhelmskreuz mit Schwertern und Krone am 5. Oktober 1916[9]
- Ehrenkreuz I. Klasse des Fürstlichen Hausordens von Hohenzollern mit Schwertern am 6. September 1917[10]
- Komtur des Württembergischen Militärverdienstordens am 20. Februar 1918[11]
- Großkreuz des Bulgarischen Militär-Verdienstordens mit Kriegsdekoration am 4. Mai 1918[12]
- Bayerischer Militärverdienstorden I. Klasse mit der Krone und Schwertern am 25. August 1918[13]
- Goldene Imtiaz-Medaille am 25. August 1918